# 山田姫奈
山田 姫奈（やまだ ひめな、1996年11月16日 - ）は、日本のモデル、女優、タレント、実業家。
愛知県出身。エイベックス・マネジメント、フィットを経て、METEORA所属。旧芸名：搗宮 姫奈（）。

## 略歴
2015年5月のゴールデンウイークに開催された「Girls Award 2015 SS」と題してファッションショーや音楽ライブを融合したイベントのスマホオーディション「Girls Awardが『有名になりたい』と思っている人のためにすごい出口をたくさん用意したオーディション」でグランプリを獲得しデビューした。また歌手デビューも目指しており、エイベックス所属時にはレッスンを受けていた。
2017年4月19日18時よりSHOWROOMにて配信スタート。
2019年9月発売の小学館のコミック雑誌『ビッグコミックスピリッツ』（40号）で漫画雑誌初表紙、巻頭グラビアを担当する。
2023年7月から放送開始の『ウルトラマンブレーザー』ではヒロインのアオベエミ 役をつとめる。同年8月4日、コーヒーブランド「株式会社White Monkey」を設立。2024年11月には店舗もオープンした。
2024年2月27日、所属していたフィットおよび関連会社の破産に伴い、マネジメント契約が終了。搗宮が代表を務める株式会社White Monkeyが一時的な窓口となる。同年7月7日、METEORAへの所属と、芸名を本名の「山田 姫奈」へと改めたことを発表した。
2025年7月7日、結婚と第1子妊娠を発表した。

## 人物
- 趣味は、散歩、料理、運動[1]。背泳でインターハイに出場した経験をもつ[16]。
- 2019年に主演した映画『爆裂魔神少女 バーストマシンガール』撮影前、未経験からアクション指導を3か月間受けた坂口拓を師と仰ぐ[17][18][19][20]。

## 出演

### テレビドラマ
- JKは雪女（2015年9月28日 - 10月19日、毎日放送） - 青木双葉 役
- 下町ロケット（2015年10月18日 - 12月20日、TBS）
- 僕と私の、ひらパー姉さん（2016年、朝日放送）
- 最後の晩ごはん 第4話・第5話（2018年2月2日・9日、BSジャパン） - 淡海純佳 役
- 3年A組-今から皆さんは、人質です-（2019年1月6日 - 3月10日、日本テレビ系） - 河合未来 役[21]
- ストロベリーナイト・サーガ 第7話・第8話（2019年5月23日・30日、フジテレビ） - 柳井千恵 役
- 恋の病と野郎組 第7話（2019年8月31日、BS日テレ）
- 磯野家の人々〜20年後のサザエさん〜（2019年11月24日、フジテレビ）
- ケイジとケンジ〜所轄と地検の24時〜 第9話（2020年3月12日、テレビ朝日） - 金井裕子 役[22]
- サイレント・ヴォイス 行動心理捜査官・楯岡絵麻 Season2 第7話（2020年5月23日、BSテレ東） - 谷本紗里 役
- スイッチ（2020年6月21日、テレビ朝日）
- ウルトラマンブレーザー（2023年7月8日 - 2024年1月20日、テレビ東京） - アオベエミ 役[23]
- アンチヒーロー 第4話・第5話（2024年5月5日・12日、TBS） - 守屋瀬奈 役[24][25]
- 御上先生 第2話（2025年1月26日、TBS） - 文部科学省職員 役
- SHOGUN’S NINJA-将軍乃忍者-（2025年3月21日、関西テレビ） - 主演・篝火 役（宮原華音とW主演）[26]

### ウェブドラマ
- 3年A組-今から皆さんだけの、卒業式です-（2019年3月10日・17日、Hulu） - 河合未来 役[27]
- 暴力無双（2021年1月24日、Xstream46） - ニードル 役[28]

### 映画
- 咲-Saki-（2017年2月3日公開） - 永森和子 役
- レッド・ブレイド（2018年12月15日公開）[29]
- 翔んで埼玉（2019年2月22日公開） - A組女子 役
- 爆裂魔神少女 バーストマシンガール（2019年11月22日公開） - 主演・アミ 役[30]
- Bittersand（2021年6月25日公開） - 宮本智恵 役[31]
- ウルトラマンブレーザー THE MOVIE 大怪獣首都激突（2024年2月23日公開） - アオベエミ 役[32]
- 劇場版 米寿の伝言（2025年5月10日） - 北澤カオル 役[33]
- センティエントゲーム（2025年春公開予定） - 主演（平野莉玖とW主演）[34]

### バラエティ
- UTAGE!（2015年、TBS）

### 舞台
- 舞台「清らかな水のように〜私たちの1945〜」（2017年） - Aチーム
- 平成時代劇 片肌★倶利伽羅紋紋一座
  - 「ざ★くりもん」第十七回本公演（2016年）
  - 「ざ★くりもん」『吉原端唄』（2017年）
- SAB-on Produce『徒桜〜あだざくら〜』（2018年）
- SEPT×『オバケストラ!』（2018年） - 荒川翔子 役
- MIRRORION (ミラリオン)（2018年） - ハル 役
- ミュージカル『悪ノ娘』（2019年4月6日 - 14日、あうるすぽっと） - シャルテット 役[35]
- 荻窪のガールズ「その場忍びの茨城スッパーズ」（2019年） - 主演
- 地図から消されたウサギ島（2019年12月19日 - 23日、武蔵野芸能劇場） - ヒロイン・ほたる 役[36]
- 真・三國無双 20周年記念公演 『舞台 真・三國無双 〜赤壁の戦いIF〜』（2020年8月20日 - 24日、日本青年館ホール） - 孫尚香 役
  - 真・三國無双 ～荊州争奪戦IF～（2021年9月3日 - 8日、EX THEATER ROPPONGI）[37]
- SEPT Vol.10 ReAnimation ReUnion｜ReVise（2021年5月21日 - 30日、こくみん共済 coop ホール/スペース・ゼロ）[38]
- 本能寺オテロ（2022年1月7日 - 11日、コフレリオ 新宿シアター）[39]

### CM
- USJデスノート脱出ゲーム（2016年）
- Twitter限定ムービー「ポッキー、どう？」

### ミュージックビデオ
- Kitri「ヒカレイノチ」（2021年11月17日発売）[40]

### モデル
- CanCam（小学館）
  - 2018年1月号掲載
  - it girl（イットガール）WEB連載
- 神戸コレクション2017 A/W
- Q&Aでよくわかる! 女の子ポートレート実践ガイド（玄光社MOOK）

### 玩具
- ウルトラマンブレーザー アースガロン COMPLETE EDITION（2024年3月） - アオベエミ 役
- ウルトラマンブレーザー ブレーザーブレス MEMORIAL EDITION（2024年7月） - アオベエミ 役

## 作品

### デジタル写真集
- 姫はじめまして。（2019年10月21日、小学館、スピ/サン グラビアフォトブック）[41]
- Blue Jean（2023年10月10日、小学館、スピ/サン グラビアフォトブック）[42]

## 関連人物
- SUPER☆GiRLS